# Menergy (álbum)
Menergy es el álbum debut del músico estadounidense Patrick Cowley. Fue escrito, coproducido y compuesto por el mismo autor y lanzado en 1981 por Fusion Records. Popularmente conocido durante la época del estilo musical Hi-NRG, se extrajeron dos sencillos durante 1981: «Menergy» y «I Got A Line On You».
El tema «Menergy» fue usado en 2009 en el tráiler «Meet: Tony Prince» y en la estación de radio «K109 The Studio» del videojuego Grand Theft Auto: The Ballad of Gay Tony.

## Lista de canciones
| N.º | Título                  | Duración |  |
| 1.  | «Menergy»               | 8:47     |  |
| 2.  | «X-Factor»              | 5:10     |  |
| 3.  | «I Wanna Take You Home» | 7:48     |  |
| 4.  | «I Got a Line on You»   | 6:33     |  |
| 5.  | «Menergy / Reprise»     | 3:42     |  |